# 坂本雅幸
坂本 雅幸（さかもと まさゆき、1984年8月1日 - ）は、岡山県津山市出身の和太鼓奏者。東京都在住。血液型B型。
奏者としての活動のほかに、作曲や舞台演出、楽器の新作を次々に提案するなどクリエイティブな活動も行っている。
自身の発案により国内楽器メーカーと共に開発した調律桶太鼓「奏（かなで）」や電子和太鼓「TAIKO-1」は共にグッドデザイン賞を受賞。
2022年10月、奄美出身の歌手、唄者、ミュージカル俳優の里アンナと結婚。

## 経歴
10歳でドラムスを始める。
小学校5年生の時、プロドラマーになりたいと父の従兄弟にあたる和太鼓奏者兼ドラマーに相談したところ、和太鼓グループ「鶴山桜太鼓」の稽古に参加するよう誘われた。これを機に太鼓をはじめとする和楽器への興味を深める。中学校、高校と勉学にもスポーツにも励むかたわら、バンド活動と和太鼓に打ち込み、ロックやパンク、ジャズ、フュージョンなど幅広く学んだ。
小学生から高校生にかけてTHE BLUE HEARTS、村上“ポンタ”秀一、神保彰など多くのアーティストに影響を受け、そして、高校時代に「鼓童」のステージを見たことで将来を決意した。
2002年、高校3年生の秋、小さい頃から一心に思い続けてきた、プロの演奏家になる夢に自分を近づけるため、世界中の舞台で活躍する日本の代表的な太鼓集団「鼓童」の研修生に応募し、審査に合格。岡山県立津山東高等学校を卒業後、2003年春より新潟県・佐渡島にある鼓童文化財団研修所に入所、2年間にわたる研修生活では太鼓の稽古をはじめ、笛や舞踊、そのほか国内外の民俗芸能の文化と技能を学ぶこととなった。2005年、狭き門である鼓童の採用審査を通過、レギュラー奏者への登竜門といえる1年（程度）の準メンバーの座を獲得。
2005年春、『鼓童・ワンアース・ツアー2005』からツアーメンバーに抜てきされ、ステージプレーヤーとしてプロデビューを果たした。翌年、国内外の公演でレギュラー奏者となってからは、2017年の退団まで、鼓童・ワンアース・ツアー（国内・海外）のほか、アース・セレブレーション（佐渡）、坂東玉三郎・鼓童共演「アマテラス」、坂東玉三郎演出「打男 DADAN」などの特別公演の舞台において中心的なポジションを務めた。
2008年10月7日、津山文化センター（岡山県）で母校の岡山県立津山東高等学校開校60周年記念式典に鼓童の記念公演が開催され、在校生に対して舞台挨拶を行った。
2011年1月22日発売、鼓童の6年ぶりとなるオリジナルアルバム「暁」で、初めてレコーディングに参加。また、自身が作曲した鼓童の新曲「Vanguard（ヴァンガード）」も収録された。
2015年6月27日、津山市加茂町文化センター（岡山県）で開催された、津山市合併10周年記念・鼓童交流公演では、スケジュールの調整がつかず登場できないため、公演の中で舞台スクリーンに本人からのビデオメッセージが映写された。
2015年9月16日に発売開始された、坂本自身の発案により製作された調律桶太鼓【奏（かなで）】が2015年度グッドデザイン賞受賞。また、グッドデザイン・ベスト100にも選ばれ、特別賞（中小企業庁長官賞／グッドデザイン・ものづくりデザイン賞）を受賞している。なお、申請上は鼓童と共同開発した浅野太鼓楽器店がプロデューサー、ディレクター、デザイナーとなっている。
2017年5月、日本舞踊・花柳流五世宗家家元・花柳壽輔とシテ方観世流の能楽師・津村礼次郎から能楽囃子の指導を受ける。
2017年、ローランド株式会社と共同で、世界初の電子担ぎ太鼓の開発に着手。8月には佐渡の野外フェスティバル「アース・セレブレーション2017」の特別フリンジで、プロトタイプを使用し「電子と原始」を発表。フラメンコダンサー・末木三四郎、スタイリスト・藤崎コウイチらと新感覚の舞台を表現した。
2017年12月24日、文京シビックホール「打男 DADAN 2017」公演の千秋楽をもって鼓童の舞台を去った。
2018年からソロ活動を開始。東京に音楽芸能の活動拠点を置く。
2019年4月、ロンドン在住の写真家・平田真弓の企画によりロンドン市内で3日間、Masayuki Sakamoto Taiko Boot Camp（坂本雅幸タイコ・ブートキャンプ）を開催。
2019年、音楽家・雅楽演奏家の太田豊を中心に、奈良時代の古代芸能「散楽」を再解釈する「現代散楽」の結成に加わる。
2020年、舞踊家のATSUSHI（元Dragon Ash）、ギタリストのKOHKI（BRAHMAN & OAU）、ギター・ボーカルの佐藤タイジ（THEATRE BROOK）と共に、ロック系グループ「THE FOURCE」を結成。
2021年1月15日、坂本の発案により開発された「電子和太鼓・TAIKO-1」が、ローランド社から製品化されて発売された。
2022年、坂本雅幸オンライン太鼓サロンを公式サイトに開設した。
2022年4月、岡山県美咲町北コミュニティセンターで、ドラムの梶原徹也、篠笛の阿部一成とのトリオでプロモーション動画を収録した。ライブ感を追求するため、カメラマンはコセリエ、レコーディングはR＆D・金光一孝による一発撮りが行われた。

## エピソード
- 岡山の地元には、鼓童でプロデビューしたことを記念に発足した後援会がある[7]。
- 学生時代の愛読書（雑誌）は『リズム&ドラム・マガジン』であるが、当初は限られた小遣いの中での購入は難しく、知人に借りるなどして掲載してある譜面などを丸暗記し、忘れないうちに試演してみるといったことで読譜能力が向上したために、中学生のある時期から音楽の成績が突然上がった。このことで定期購読料の分だけ小遣い上乗せ交渉に成功した。
- 高校までの片道20キロメートルの距離をドラムのスネアとキックペダルを両肩に下げ、自転車で通っていた。
- 鼓童の研修生活を回想し、「1年次の終わりに当時としては珍しい進級保留になったくらいなのでいわゆる問題児だったのかも」と退団する時の挨拶文[8]で述べている。

## 主な舞台（抜粋）

### 「鼓童」名義
- 鼓童・ワンアース・ツアー2005（2005年、舞台デビュー）
- フジロック・フェスティバル（2006年7月、新潟県・苗場スキー場）
- 坂東玉三郎・鼓童共演「アマテラス」（2006年〜、東京・歌舞伎座、京都・南座、福岡・博多座）
- Blendrums Special Live　レナード衛藤×鼓童アンサンブル（2008年12月、東京・草月ホール）
- 鼓童・打男 DADAN（2009年〜、世田谷パブリックシアター、パリ・シャトレ座など）坂東玉三郎芸術監督作品
- ブルーマンと共演（2011年3月29日、東京・六本木ブルーマンシアター（当時））
- 鼓童・ワン・アース・ツアー～伝説（2012年〜）坂東玉三郎芸術監督作品
- 青山太鼓見聞録（2011年8月26日、東京・青山劇場）鼓童の小編成に参加し、和太鼓松村組、火の太鼓保存会と共演
- バレエ公演「輝夜姫 Kaguyahime : The Moon Princess」レ・グラン・バレエ・カナディアンと共演（2012年10月、カナダ・モントリオール）
- 鼓童・ワン・アース・ツアー～神秘（2013年〜）坂東玉三郎芸術監督作品
- 坂東玉三郎特別公演（2013年10月31日〜11月10日計11回公演、香川県琴平町・旧金比羅大芝居）
- 鼓童・ワン・アース・ツアー～永遠（2014年〜）坂東玉三郎芸術監督作品
- 鼓童・ワン・アース・ツアー～混沌（2015年〜）坂東玉三郎芸術監督作品／THE BLUE HEARTSのドラマー・梶原徹也にドラムを師事
- 鼓童結成35周年記念公演（2016年8月18日から3日間、サントリーホール）新日本フィルハーモニー交響楽団との共演など
- 坂東玉三郎×鼓童「幽玄」（2017年5月〜9月、東京・新潟・名古屋・福岡・京都）花柳流五世宗家家元・花柳壽輔との共演
- BRAHMANと共演（2017年、佐渡・アースセレブレーション2017）

### 「坂本雅幸」名義
- FUSHIKADEN「風姿花伝」で太鼓演奏（2018年1月17日・18日、イタリア・ミラノ・ノーマ劇場）日本の能とイタリアのTeatro（テアトロ=演劇）を結んで作り上げた舞台　※チャオ・ジャーナルより
- 佐渡の伝統芸能「鬼太鼓」と佐渡祭ワールドツアー2018・パリ公演で共演（2018年2月24日、パリ・Café A）
- スイス・太鼓スピリト（2018年8月24日〜26日、ヴェッツィコーン）25日…ワークショップ講師、26日…舞台演奏
- 堀つばさ×坂本雅幸デュオ ベルギー（2018年9月15日、ゲント／同月16日、アントウェルペン）
- Cascavel Nipofest 2018（カスカヴェル日本まつり／2018年9月15日、ブラジル）
- ALLEGRINI GALA DINNERS - VINITALY 2019（国際ワイン&スピリッツ見本市・ヴィニタリー／2019年4月7日〜10日、イタリア・ヴェローナ）ディナーショーでTaiko Leccoと共演
- スイス・日本祭り（2019年4月13日〜14日、ティチーノ州・ベリンツォーナ Espocentro Bellinzona）映像とエレクトロを融合した舞台でTaiko Leccoと共演
- 堀つばさ×坂本雅幸デュオ ベルギー（2019年5月5日、アントウェルペン・Het Bos）
- 坂本雅幸×堀つばさ「synchro」太鼓デュオコンサート（2019年7月7日、ハイアットリージェンシー京都）独立後国内初ツアー
- 坂本雅幸&堀つばさ・太鼓デュオ×タテタカコ（2019年7月8日、三重県松阪市 M’AXA）国内ツアー「synchro」のクロスオーバー作品
- 現代散楽（2019年10月19日、奈良市・東大寺盧舎那仏［大仏殿］）
- 坂本雅幸＋里アンナ・阿部一成・前田剛史「立花−Ricca」ライブ・和楽器カルテット（2019年10月23日、岡山・ベルフォーレ津山）
- 市川海老蔵第五回自主公演・ABKAI（えびかい）2019～第1章FINAL～SANEMORI（2019年11月5日～25日、渋谷Bunkamuraシアターコクーン）
- 現代散楽（2019年11月29日、東京・神保町楽屋）
- イタリア ミラノ FESTIVAL DELL' ORIENTE（2020年1月31日〜2月1日）
- 桂雀々独演会　熱血の還暦公演（2020年2月16日、大阪・新歌舞伎座）
- 現代散楽（2020年10月24日、金沢市民芸術村パフォーミングスクエア）～幻の芸能「散楽」と「泉鏡花」の幻想的世界～
- ローランド／ボス プレーヤーズサミット（2020年10月24日、Web配信）電子和太鼓を使用した曲「村雨」初公開
- 和の共演「空手道演舞×和楽器の調べ」（2020年11月8日、Web配信公演）
- THE FOURCE（2020年11月20日、代官山・晴れたら空に豆まいて）
- 神保町小町×現代散楽（2020年1月14日、東京・神保町楽屋）
- サイとシア／浮彫 Utervision Company with 現代散楽（2021年2月26日〜28日、東京・北とぴあペガサスホール）
- 大江戸寄席と花街のおどり（2021年3月28日、日本橋・明治座）
- 坂本雅幸×梶原徹也　津山さくらまつり2021（2021年4月3日、津山城・鶴山公園つるまる広場）
- THE FOURCE（2021年4月9日、代官山・晴れたら空に豆まいて）
- ダンサーATSUSHI　生命の挑み（2021年7月4日、川崎市・岡本太郎美術館）
- フラメンコ舞踊団・アルテイソレラ「Golpe（ゴルペ）」所沢公演（2021年6月19日、所沢市・ところざわサクラタウン）特別出演・今井翼
- THE FOURCE（2021年7月13日、代官山・晴れたら空に豆まいて）
- 西川悟平ソロライヴ～クラシカルクロスオーバー／西洋と東洋の文化の出会い～（2021年10月1日-2日、東京丸の内・コットンクラブ）
- 現代散楽・津山公演（2021年10月10日、津山文化センター）ゲスト・里アンナ
- 現代散楽・木曜コンサート2021（2021年12月2日、東京・紀尾井町サロンホール）ゲスト・里アンナ
- 世界難民の日ブルーライトアップ身延山久遠寺×UNHCR×日産自動車×全日青（2022年6月20日、山梨・身延山久遠寺）
- タテタカコ×坂本雅幸・津山公演（2021年10月30日、津山市ソシオ一番街・鈴鹿屋跡／31日、津山市大手町・美作教育会館）
- THE FOURCE「ゼロからの祈り−シルクロードへの想い−京都南座から世界へ」（2021年12月27日、京都・南座）
- つやま夢灯り庭園・プレイベント（2021年12月29日、津山市・衆楽園迎賓館）カウントダウンCMライブ収録
- 坂本雅幸×梶原徹也×阿部一成・津山さくらまつり2022夜桜スペシャルステージ（2022年4月9日、津山城・鶴山公園つるまる広場）
- たちフェス～音楽を好きになる街へ～（2022年8月24日、立川市・立川ステージガーデン）共演・レ・フレール、coba、吉田健一（吉田兄弟）
- タテタカコ×坂本雅幸・津山公演（2022年9月10日、津山市ソシオ一番街・鈴鹿屋跡）
- 無礼講〜BUREIKO 2022（2022年9月11日、東京・渋谷ストリームホール）
- 和楽器三重奏ライブ「時雨月の宴」山野安珠美・箏、浅野祥・三味線（2022年10月7日、真庭市・久世エスパスホール）
- 現代散楽in金沢泉鏡花フェスティバル2022（2022年10月21日、石川県・金沢市民芸術村パフォーミングスクエア」）ゲスト・高雄飛、般若佳子、角口圭都
- 日・ジョージア外交関係30周年記念「Dreams about Japan」レオクラシックス・アンサンブル（2022年11月12・13日、パリアシヴィリ記念トビリシ国立歌劇場）
- 里アンナ島唄コンサート〜ETERNAL奄美公演（2022年12月18日、鹿児島県・奄美市市民交流センター）
- 江口隆哉・河上鈴子メモリアル・フェスタ vol.Ⅱ（2022年12月20日、渋谷区文化総合センター大和田さくらホール）
- 坂東玉三郎×鼓童初春特別公演「幽玄」大阪松竹座開場100周年記念（2023年1月5日〜25日、道頓堀・大阪松竹座）客演として参加
- 鼓童・小島千絵子「舞ふ」（2023年3月18日、滋賀県・大津市民会館）ゲストとして参加
- 津山城ビート（坂本雅幸×梶原徹也×阿部一成）津山さくらまつり2023夜桜スペシャルステージ（2023年4月8日、津山城・鶴山公園つるまる広場）
- 現代散楽トルコ・シリア地震支援チャリティーコンサート（2023年5月14日、高岡市・ウイング・ウイング高岡・生涯学習センターホール）ゲスト・里アンナ、長すみ絵

## 参加グループ
- 鼓童（2005-2017）
- 堀つばさ×坂本雅幸（2018-）
- 現代散楽（2019-）
- THE FOURCE（2020-）
- 津山城ビート（2021-、岡山県津山市の「津山さくらまつり」のために結成。坂本雅幸、梶原徹也のデュオまたは阿部一成が加えたトリオ）
- 坂本雅幸×梶原徹也×阿部一成（2022-）
- 神鳴（2023-）

## サポート/レコーディング参加
- ブルーマン（共演）
- 坂東玉三郎
- 市川海老蔵
- 鼓童（2023-、客演）
- BRAHMAN
- 石川さゆり
- 坂本冬美
- 里アンナ
- タテタカコ

## 参加作品

### レコーディング
- 鼓童「暁」オリジナルアルバム（音大工・2012年2月20日発売）
- 鼓童「神秘」オリジナルアルバム（音大工・2014年12月19日発売）
- 鼓童「カデン」オリジナルアルバム（音大工・2016年12月21日発売）
- NHK土曜ドラマ「不惑のスクラム」サウンドトラック（岩代太郎／日本コロムビア・2018年9月19日発売）
- 石川さゆり歌手活動50周年記念アルバム「Transcend」（テイチクエンタテインメント・2023年3月31日発売）

### 映像
- 鼓童「打男 DADAN」ライブDVD（2009年9月に東京・世田谷パブリックシアターで収録、音大工・2010年5月10日発売）
- 鼓童「焔の火」ライブDVD（2011年12月に東京・青山劇場で収録、音大工・2012年5月10日発売）
- 鼓童「伝説−Legend」ライブDVD（2013年6月に東京・浅草公会堂で収録、音大工・2014年6月21日発売）
- 鼓童「永遠」ライブDVD（2014年12月に東京・文京シビックホールで収録、音大工・2015年6月6日発売）

### 作曲
- Vanguard（ヴァンガード）／鼓童アルバム「暁」に収録
- Color（カラー）／鼓童ライブDVD「打男 DADAN」に収録、坂東玉三郎と共作
- 霹靂（へきれき）／鼓童アルバム「神秘」に収録
- 青天（せいてん）／鼓童アルバム「カデン」に収録
- 奏（かなで）／調律桶太鼓を使ったパフォーマンス曲（2015年）
- Pulse（パルス）／ローランド TAIKO-1のプロモーション用に作曲（2021年）
- 村雨（むらさめ）／THE FOURCEの楽曲、KOHKIと共作（2021年）北海道コンサドーレ札幌25周年記念ユニフォームティザーPV使用曲
- 時雨（しぐれ）／山野安珠美、浅野祥とのセッション曲（2022年）
- Beat Fighter 2（ビートファイター2）／梶原徹也、阿部一成とのセッション曲（2022年）

## 番組出演

### ラジオ番組
- ホークス花の応援団（RKB毎日放送、2014年10月22日）
- 武田和歌子のぴたっと。（ABCラジオ、2014年10月23日）
- 峰竜太のミネスタ（ラジオ日本、2015年5月27日）
- ありがとう浜村淳です（MBSラジオ、2015年9月29日）
- 高岡美樹のべっぴんラジオ（ラジオ大阪、2016年11月3日）
- 武田和歌子のぴたっと。（ABCラジオ、2016年11月3日）
- 4 SEASONS（Kiss FM KOBE、2016年6月7日）
- THE MAGNIFICENT FRIDAY（FM COCOLO、2017年10月6日）
- Across The Sea 〜旅する音楽〜・里アンナ（南日本放送MBCラジオ、2021年10月2日）
- 表町LIVE！あもーれ！マッタリーノ（RSK山陽放送ラジオ、2021年9月27日）

### テレビ番組
- ブルーマン×鼓童 BLUE MAN MEETS 和太鼓！（WOWOW、初放送2011年5月2日）
- 第64回紅白歌合戦　歌：坂本冬美「男の火祭り」（NHK、2013年12月31日）
- ドキュメンタリー「鼓童 永遠の響き」（テレビ神奈川、2014年11月22日）ナビゲーターとして出演
- 心ゆさぶれ！先輩ROCK YOU【MC】加藤浩次（日本テレビ、2014年11月22日）
- 第47回年忘れにっぽんの歌　共演：坂本冬美「あばれ太鼓」（テレビ東京、2014年12月31日）
- ドキュメンタリー「鼓童 永遠の響き」（BSフジ、2015年5月24日）ナビゲーターとして出演
- 夕なび（J:COM、2015年12月7日）
- ジャパカル（BS258チャンネル・Dlife、2016年7月9日／16日）
- Newsアイランド（サドテレビ、2016年11月15日）
- ミュージックステーション　共演：AI「最後は必ず正義が勝つ」（テレビ朝日、2017年6月9日）
- フラメンコ・ライブ「Golpe 2021」アルテイソレラ舞踊団、今井翼（BS12 トゥエルビ、2021年9月15日）
- 大河ドラマ 青天を衝け（NHK、2021年11月14日）ドラマ初出演

## 雑誌
- PHP（PHP研究所、2008年8月号）インタビュー
- GOETHE（ゲーテ／幻冬舎、2008年12月号）ファッショングラビア
- 和樂（小学館、2009年1月号）インタビュー
- 婦人公論（中央公論新社、2009年6月22日号）インタビュー
- 週刊アスキー（アスキー・メディアワークス、2009年9月15日）「え、それってどういうこと?」コーナー対談
- 女性自身（光文社、2009年12月8日）インタビュー記事
- ターザン（Tarzan／マガジンハウス、2011年9月29日発売号）インタビュー
- SWITCH（スイッチ・パブリッシング、2012年3月号）インタビュー
- DAILY MORE（「MORE」WEBサイト・集英社、2015年6月3日配信）インタビュー「太鼓芸能集団『鼓童』にハマれ！」
- ダンスマガジン（新書館、2016年11月号）コンサートの取材記事
- SWITCH（スイッチ・パブリッシング、2014年11月号）インタビュー
- 月刊なごや（北白川書房、2014年11月号）名古屋公演に向けて、コメント記事
- リーフ（Leaf／リーフ・パブリケーションズ、2014年12月号）インタビュー
- アクチュール（acteur／キネマ旬報社、2015年1月号、No.45）インタビュー
- R25（リクルート、2015年6月25日号）インタビュー
- ステージぴあ関西版（ぴあ、2015年11月+12月号）大阪公演に向けて、コメント記事
- リズム&ドラムマガジン（リットーミュージック、2016年1月号）梶原徹也氏とのコメント記事
- フィットエクリュ（Fit ECRU／佐賀新聞購読者情報誌、2016年6月3日）インタビュー
- 週刊新潮（新潮社、2023年1月号）結婚記事に妻の里アンナと共にインタビュー

## 新聞
- 産経新聞（2006年6月29日）デビューから1年、津山市長を表敬訪問した記事
- 山陽新聞（2008年11月15日）取材記事
- 南日本新聞（2009年10月18日）コメント記事
- 津山朝日新聞（2014年1月11日）単独インタビュー
- 河北新報（2014年5月6日）コメント記事
- しんぶん赤旗（2014年6月13日）コメント記事
- 日本経済新聞（2014年7月26日）「『和』の動きで体づくり」コーナー
- 大阪日日新聞（2014年11月13日）大阪公演に向けて、コメント記事
- 新潟日報（2014年11月15日）稽古の模様とコメント記事
- 読売新聞（2014年11月15日）博多座公演に向けて、コメント記事
- スポーツニッポン（2014年11月25日）博多座公演に向けて、記者会見を行った記事
- 熊本日日新聞（2014年11月27日）博多座公演に向けて、コメント記事
- 朝日新聞夕刊（2014年11月28日）名古屋公演に向けて、坂東玉三郎氏らとコメント記事
- 毎日新聞（2014年11月28日、名古屋公演に向けて、コメント記事
- 朝日新聞（2014年12月4日）博多座公演に向けて、コメント記事
- 夕刊読売新聞（2015年7月10日）京都の春秋座公演に向けて、取材記事
- 日本海新聞（2015年10月2日）ワークショップの取材および新日本海新聞社を訪れた記事
- 夕刊読売新聞（2015年12月7日）「鼓童の新作にドラム演奏」特集記事
- 産経新聞（2016年8月6日）鼓童創立35周年記念講演の紹介記事でコメント
- 夕刊読売新聞（2016年11月15日）福岡公演に向けて、コメント記事
- 西日本新聞（2016年12月4日）福岡公演に向けて、コメント記事
- 毎日新聞夕刊（2016年12月8日）ＮＨＫ大阪ホールの公演に向けて、コメント記事
- 毎日新聞（2016年12月11日）福岡公演に向けて、コメント記事
- 津山朝日新聞（2017年6月8日）テレビ朝日系音楽番組「ミュージックステーション」でAIと共演する告知記事
- 夕刊読売新聞（2017年8月23日）「pop style」コーナーに「太鼓芸能集団「鼓童」のイケメンエース奏者」特集記事
- 津山朝日新聞（2018年1月6日）「飛翔　鼓童を退団し次のステージへ一歩踏み出す」特集記事
- 津山朝日新聞（2019年6月12日）創作活動のため借りていた北公民館（岡山県美咲町）で、地域住民に感謝し公開練習を行った記事
- 津山朝日新聞（2021年10月12日）現代散楽・津山公演の取材記事
- 津山朝日新聞（2021年10月27日）津山市・高野神社の主催により向陽小学校で21日、二宮子供龍神太鼓に技術指導を行った取材記事

## WEBメディア
- OZモール　まさに日本男児！カリスマ和太鼓グループ・『鼓童』の坂本雅幸さんを直撃インタビュー（2015年10月27日）
- チケットぴあ　鼓童・船橋裕一郎と坂本雅幸が語る『螺旋』は「35年の集約」（2016年10月3日）
- アイデアニュース　太鼓芸能集団「鼓童」2016「螺旋」、船橋裕一郎・坂本雅幸インタビュー（上）（2016年12月12日）
- 文京経済新聞　文京シビックホールで太鼓芸能集団「鼓童」が公演　今年も年末に（2017年11月27日）
- チケットぴあ　鼓童・坂本雅幸と小松崎正吾が語る限界を超える『打男』（2017年12月8日）
- ランランエンタメ　鼓童『打男DADAN2017』インタビュー！坂本雅幸×小松崎正吾×大塚勇渡〈前編〉（2017年12月13日）
- ランランエンタメ　鼓童『打男DADAN2017』インタビュー！坂本雅幸×小松崎正吾×大塚勇渡〈後編〉（2017年12月13日）
- タイコプレス　太鼓奏者 坂本雅幸 タイコプレス インタビュー vol.1（2019年6月22日）
- Roland Blog　TAIKO-1×ARTIST #2 和太鼓奏者 坂本雅幸（2020年11月30日）
- ヂラフマガジン　【THE FOURCE レポート】ATSUSHI（ex.Dragon Ash）、KOHKI、佐藤タイジ、坂本雅幸によるスペシャルセッション（2020年11月20日）
- ヂラフマガジン　【THE FOURCE vol.2】ATSUSHI、KOHKI、佐藤タイジ、坂本雅幸によるスペシャルセッションが二度目の開催（2021年4月9日）
- ヂラフマガジン　【THE FOURCE vol.3】ATSUSHI、KOHKI、佐藤タイジ、坂本雅幸 ～踊り・太鼓・ロックの異色セッション、三度目の開催（2021年7月13日）
- ヂラフマガジン　【THE FOURCE インタビュー】（2021年8月19日）
- ヂラフマガジン　【フェスレポート】withコロナ時代の野外LIVEプロジェクト、ソラリズム OPEN AIR キックオフ［日比谷 2DAYS］（2022年3月12日）
- 津山朝日新聞WEB　津山城に響き渡る和太鼓・篠笛・ドラム（2023年4月11日）

## 楽器開発
- 調律桶太鼓・奏（かなで）（浅野太鼓）発案者
- 電子和太鼓・TAIKO-1（ローランド）発案者